# Charles Pyrah
Charles H. Pyrah (Dewsbury, 20 marzo 1870 – Llanerch, 23 agosto 1925) è stato un tuffatore statunitense.
Partecipò alla gara di tuffi per distanza ai Giochi olimpici di Saint Louis 1904, in cui giunse quinto.